# ユダヤ哲学
ユダヤ哲学とは、ユダヤ人とユダヤ教によって行われた全ての哲学的活動を意味する。

## 概要
ユダヤ哲学は、ユダヤ教の成立からユダヤの解放まで、一貫してラビ的ユダヤ教の伝統の中で新しい思想を取り入れる試みであった。つまり、ユダヤ特有の学問体系と世界観において、必ずしもユダヤ思想と相容れない新興の思想を体系付ける試みであった。シュテットル (ユダヤ人コミュニティー) 生活において、非宗教的教育を受けたユダヤ人は、現代的要求との出会いによって常に新しい思想を受容し、また自ら開発した。
東欧のユダヤ人におけるシュテットル生活の終了は敬虔なユダヤ教徒の思想へのあり方を改めることになった。アラブ出身のユダヤ人についても同様であった。そのいくつかの共同体は、正当性の有無に関わらず非宗教的教育を認めなかった。他の共同体においては非ユダヤ教的哲学、音楽、芸術、文学そして倫理を学ぶことは奨励された。しかし普遍的事実とは認められなかった。

## 古代ユダヤ哲学

### 聖書哲学
タルムード編集者はアブラハムはメルキゼデクから学び、その哲学を伝えたと主張している。このためセーフェル・イェツィラー(形成の書)の著者をアブラハムであるとする場合もある。タルムードはアブラハムが世界を神の計画の下にある｢神の光と共にある家」とし、創造主と監督者を持っていると理解した経緯を描いている。多くの学者がメルキゼデクがアブラハムの思想に影響を与えていると認めている。しかしその範囲とセーフェル・イェツィラーの起源についてはなお議論がある。詩篇は｢アブラハムの言葉を通して神の知恵を愛すること｣へと招待している。この事実により一部の学者は、ユダヤ教には哲学的基礎が存在していると示唆している。

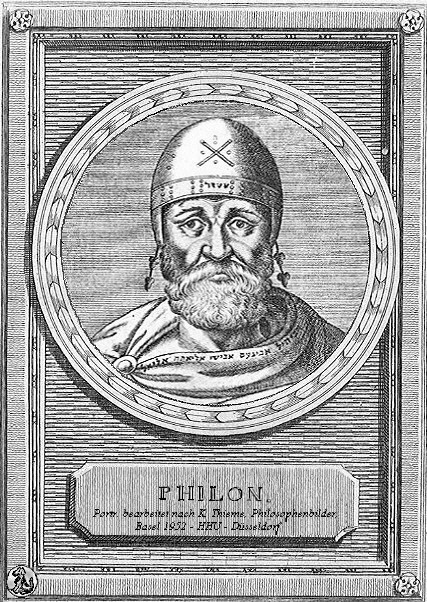
アレクサンドリアのフィロン

### アレクサンドリアのフィロン
フィロン (紀元前20年 - 紀元50年) はギリシャ哲学とユダヤ教を、ユダヤ釈義学とストア哲学による比喩的解釈によって融合し、調和しようとした。フィロンはユダヤ教の真理の保護と弁明のためにその哲学を生み出した。これらの真理は確固とした物であり、確定した物であると彼は認めていた。この中で哲学は真理への援助として用いられ、これに到る手段として用いられた。このためフィロンはギリシャ哲学を選別した。つまり、アリストテレスの世界の永遠性、不滅性などのユダヤ教と一致しない思想を排除した。
ベルナルド・レベル博士は、10世紀のカライ派の著作を伝える｢カライ・ハラハー」についての論文の中で、ヤコブ・キルキサニによるフィロンの引用を通し、カライ派の発展の中でフィロンの著作がどのように用いられていたのかを論じている。フィロンの著作は中世のキリスト教神学者にとって重要になった。彼らは「ユダヤ教には信仰が存在する」と中世ヨーロッパにあって主張するカライ派の著作に信用を与えた。しかし技術面への信用であり、偽りの物であるとした。

## 第二神殿崩壊後のユダヤの学問
紀元70年の第二神殿崩壊と共にユダヤ人社会は混乱した。ディアスポラ・ユダヤ人の指導者たちはパルティアの都市ネヘルデアに避難した。国内の戦争はユダヤ人社会を分断し、ローマによるジェノサイド、奴隷化、エルサレムからの追放はユダヤ人社会とそのリーダーたちへの残酷な一撃となった。ラビ・ヨハナン＝ベン＝ザッカイはそつのない作戦により、サンヘドリンを守り、ヤブネへと移転させた。その後間もなくヤブネの宗教会議はラビ・ユダヤ教の保護、正典の編纂、教義の改正に応じた。